# Norrström
Der Norrström ist ein natürlicher Fluss in Stockholm und der wichtigste Abfluss des Mälaren zur Ostsee.
Er verbindet den östlichsten Teil des Mälaren, den Riddarfjärden, mit dem Stockholms ström, dem westlichsten Teil der Ostsee-Bucht Saltsjön.
Der Norrström verläuft nördlich von Gamla stan, der Altstadt von Stockholm.
Im Norrström liegen die beiden Inseln Strömsborg und Helgeandsholmen.
Das Einzugsgebiet des Norrström umfasst 22650,2 km².
Der mittlere Abfluss des Norrström liegt bei 166 m³/s.